# Ponzio (nome)
Ponzio  è un nome proprio di persona italiano maschile.

## Varianti in altre lingue
- Catalano: Ponç[6]
- Francese: Pons[3]
- Latino: Pontius[1][2][3][4]
- Svedese: Pontus[7]
- Spagnolo: Poncio[3][4][6]

## Origine e diffusione
Deriva dall'antico nome latino gentilizio Pontius, la cui origine è dubbia. Un'ipotesi diffusa già anticamente è quella che collega Pontius al latino pontus o al greco πόντος, póntos, "mare", col significato di "marino", "del mare", oppure al nome della regione greca del Ponto, che proviene dallo stesso vocabolo. 
Nell'onomastica gode di maggior credito l'ipotesi che vede in Pontius l'adattamento latino di un nome analogo al peligno Ponties o all'osco Púntiis o Pomties: secondo questa versione, tali nomi sarebbero corrispondenti al latino Quintus, derivati cioè da un numerale che indica il numero cinque (del tipo *pompe, a sua volta dalla radice protoindoeuropea *penque, da cui deriva anche il greco πέντε, pénte, "cinque"); tuttavia, data la presenza nell'area etrusca di nomi come Pontilius e Pontennius, è possibile che anche questo accostamento sia paretimologico.
Si tratta di un nome biblico, portato nel Nuovo Testamento da Ponzio Pilato, il funzionario romano che fece crocifiggere Gesù. La sua diffusione in Italia è assai scarsa; negli anni settanta se ne contava appena una decina di occorrenze, in gran parte accentrate in Piemonte, riflesso del culto verso il san Ponzio francese. Va precisato che la forma "Ponzio" è un adattamento dotto, che ha un parallelo più popolare in "Ponzo", nome usato però solo in alcuni toponimi riferiti al santo, quali San Ponzo Canavese e San Ponzo Semola. In Svezia è diffuso il nome Pontus, probabilmente derivato da Pontius, introdotto dal generale francese Pontus De la Gardie che servì nel paese scandinavo sotto il re Giovanni III. 

## Onomastico

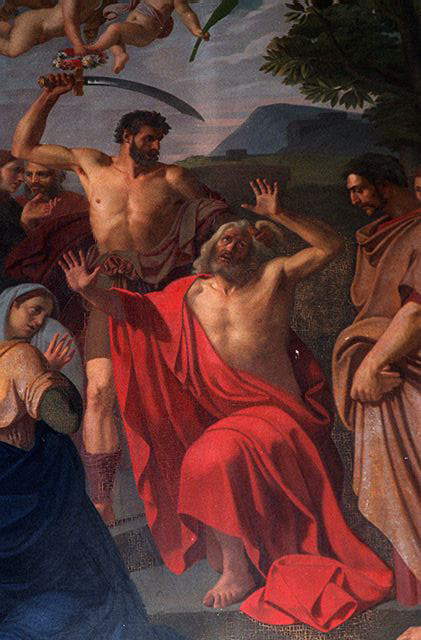
San Ponzio di Cimiez in un dipinto di Joseph Castel

L'onomastico si può festeggiare in memoria di diversi santi e beati, nelle date seguenti:
- 5 marzo (o 26 marzo[1]), san Ponzo, abate presso Villeneuve-lès-Avignon[8]
- 8 marzo, san Ponzio, diacono a Cartagine[1][5][8][9][10]
- 14 maggio, san Ponzio, martire a Cimiez in Provenza[1][5][6][8][9]
- 14 maggio, san Ponzio, martire a Pradleves, membro della legione tebea[8][9]
- 23 maggio, san Ponzio, monaco a Condat[8]
- 24 settembre, san Ponzio, martire a Roma[1]
- 2 ottobre, san Ponzio, martire ad Antiochia[1]
- 21 ottobre, san Ponzio, martire a Colonia insieme a sant'Orsola[9]
- 23 dicembre, san Ponzio, martire con altri compagni a Gortina sotto Decio[10]

Si ricordano altresì alcuni beati, alle date seguenti:
- 6 marzo, beato Ponzio di Polignac, vescovo di Clermont[8]
- 6 maggio o 10 ottobre, beato Ponzio de Barellis, teologo mercedario[8][9]
- 12 settembre, beato Ponzio, vescovo di Barbastro[9]
- 21 ottobre, beato Ponzio de Clariana, mercedario[8][9]
- 26 novembre, beato Ponzio di Faucigny, abate[8][9]

## Persone

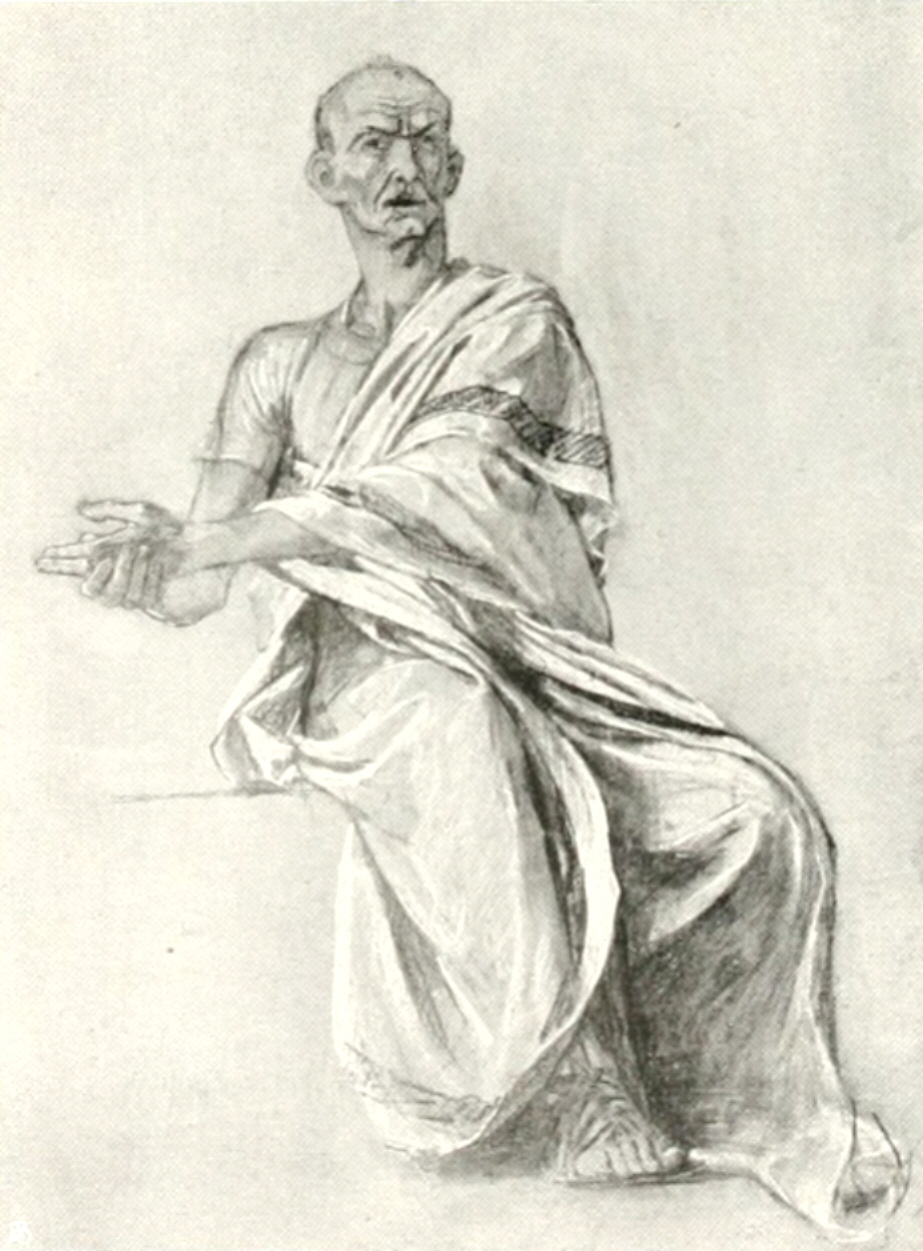
Ponzio Pilato

- Ponzio di Faucigny, religioso francese
- Ponzio di Melgueil, abate e cardinale francese
- Ponzio II di Tolosa, conte di Tolosa e d'Albi
- Ponzio di Tripoli, conte di Tripoli
- Ponzio Cominio, militare romano
- Ponzio Pilato, politico romano
- Ponzio Proculo Ponziano, senatore e politico romano
- Ponzio Telesino, condottiero sannita

### Variante Pons

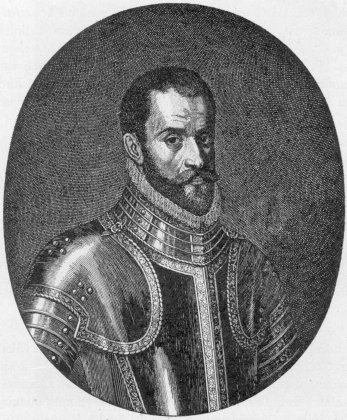
Pontus De la Gardie

- Pons de Capduoill, trovatore francese
- Pons de Monlaur, trovatore francese
- Pons di Fos, figlio di Pons di Marsiglia
- Pons di Marsiglia, visconte di Marsiglia
- Pons Santolh, trovatore francese

### Variante Pontus
- Pontus De la Gardie, militare e nobile francese
- Pontus de Tyard, poeta e filosofo francese
- Pontus Hanson, nuotatore e pallanuotista svedese
- Pontus Jansson, calciatore svedese
- Pontus Norgren, chitarrista svedese
- Pontus Tidemand, pilota automobilistico svedese
- Pontus Wernbloom, calciatore svedese